# Dan Gurney

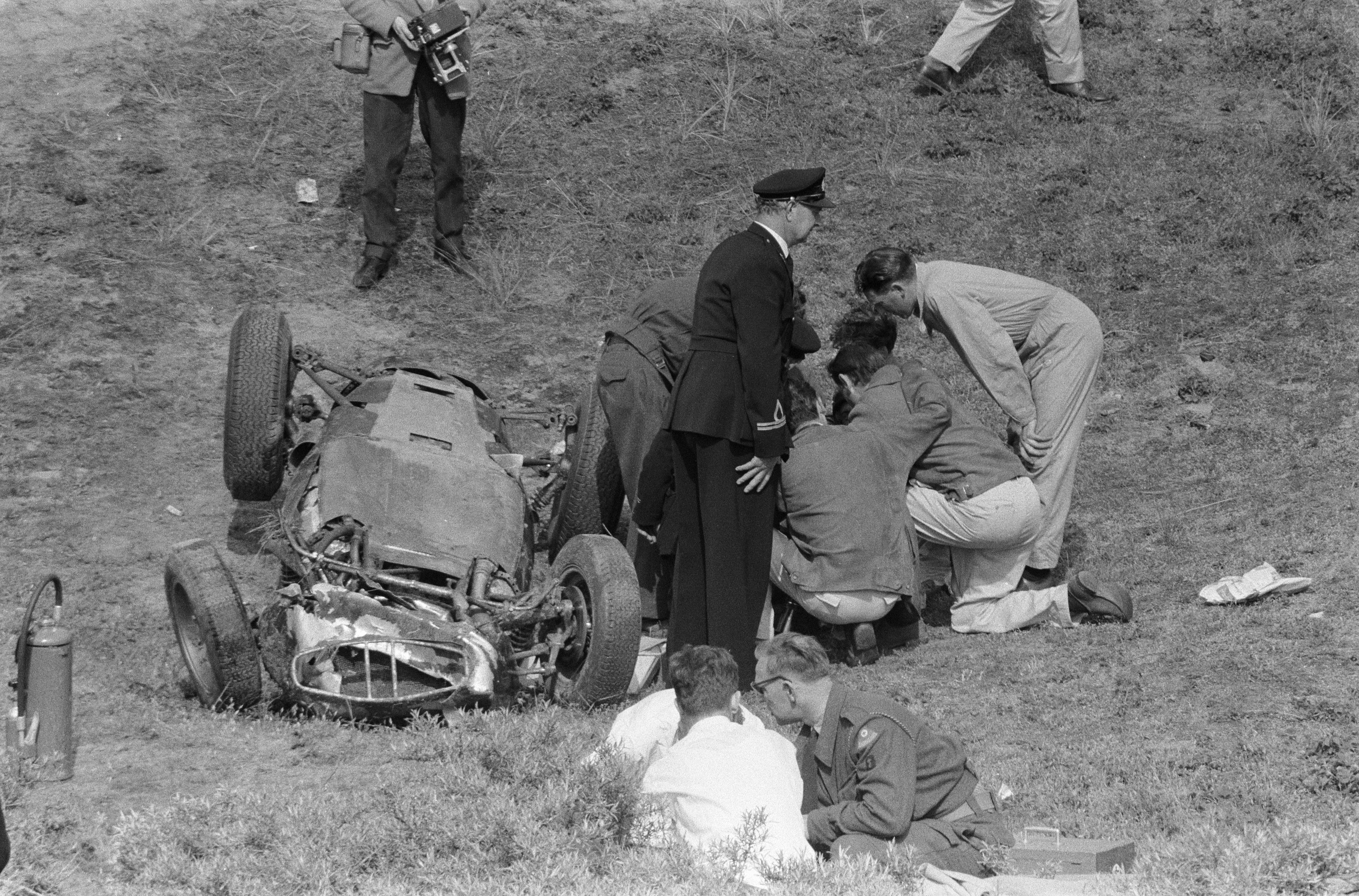
Gurneyho vůz po nehodě během závodu Velká cena Nizozemska 1960, při kterém zabil mladého diváka

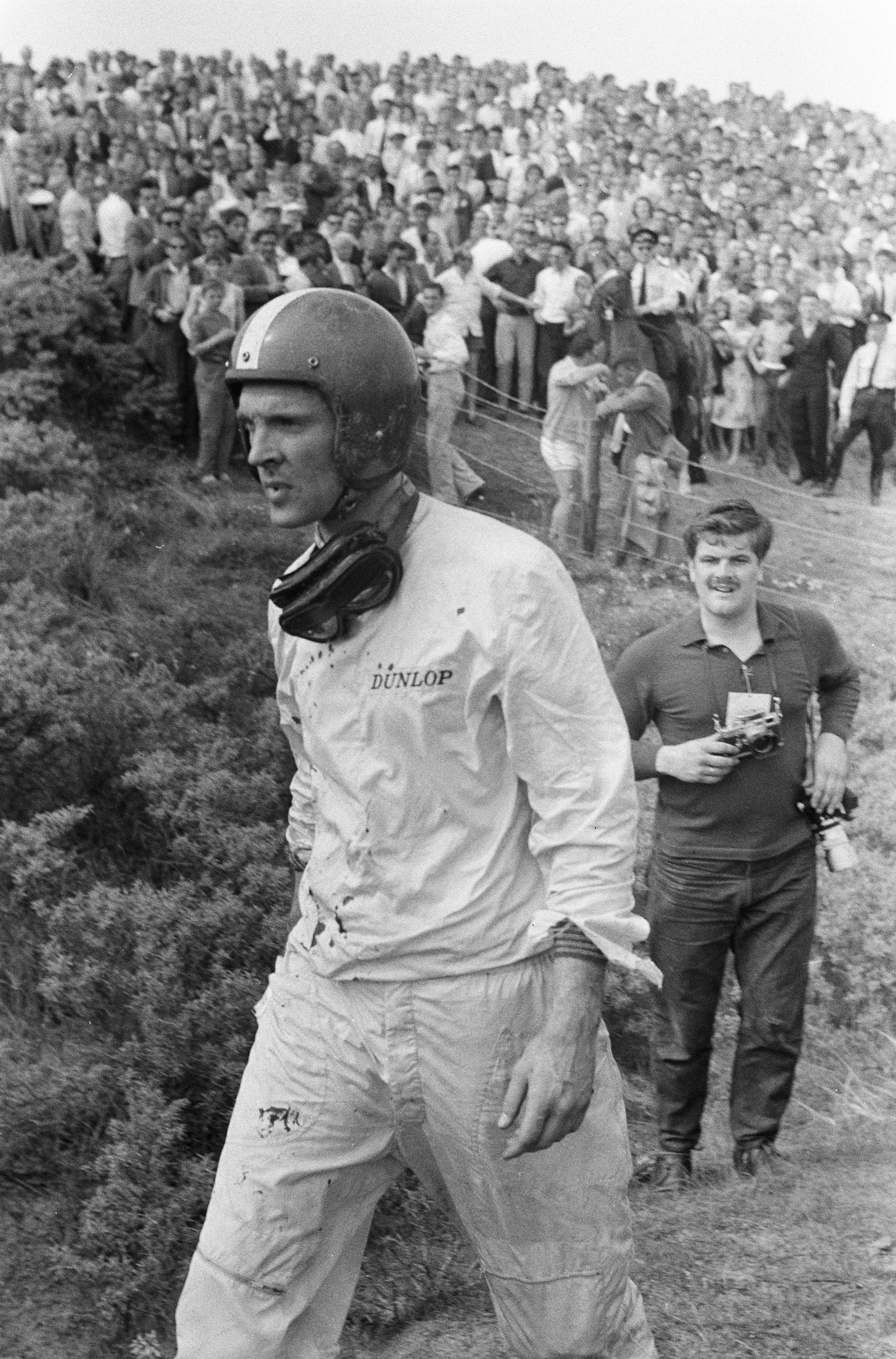
Gurney po své nehodě během Velké ceny Nizozemska 1960, což byl rozhodující okamžik v jeho životě

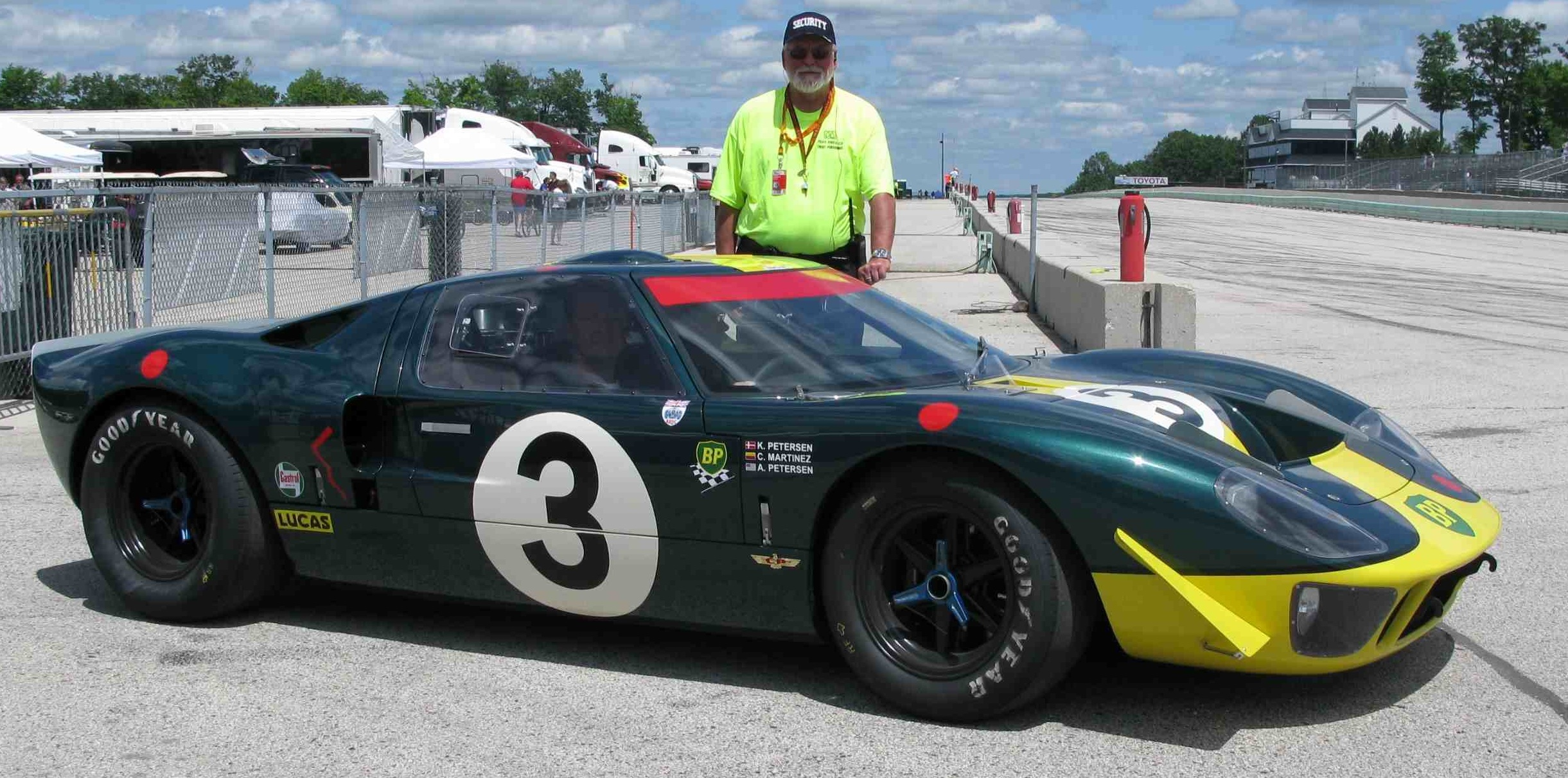
GT40 a Gurney Bubble

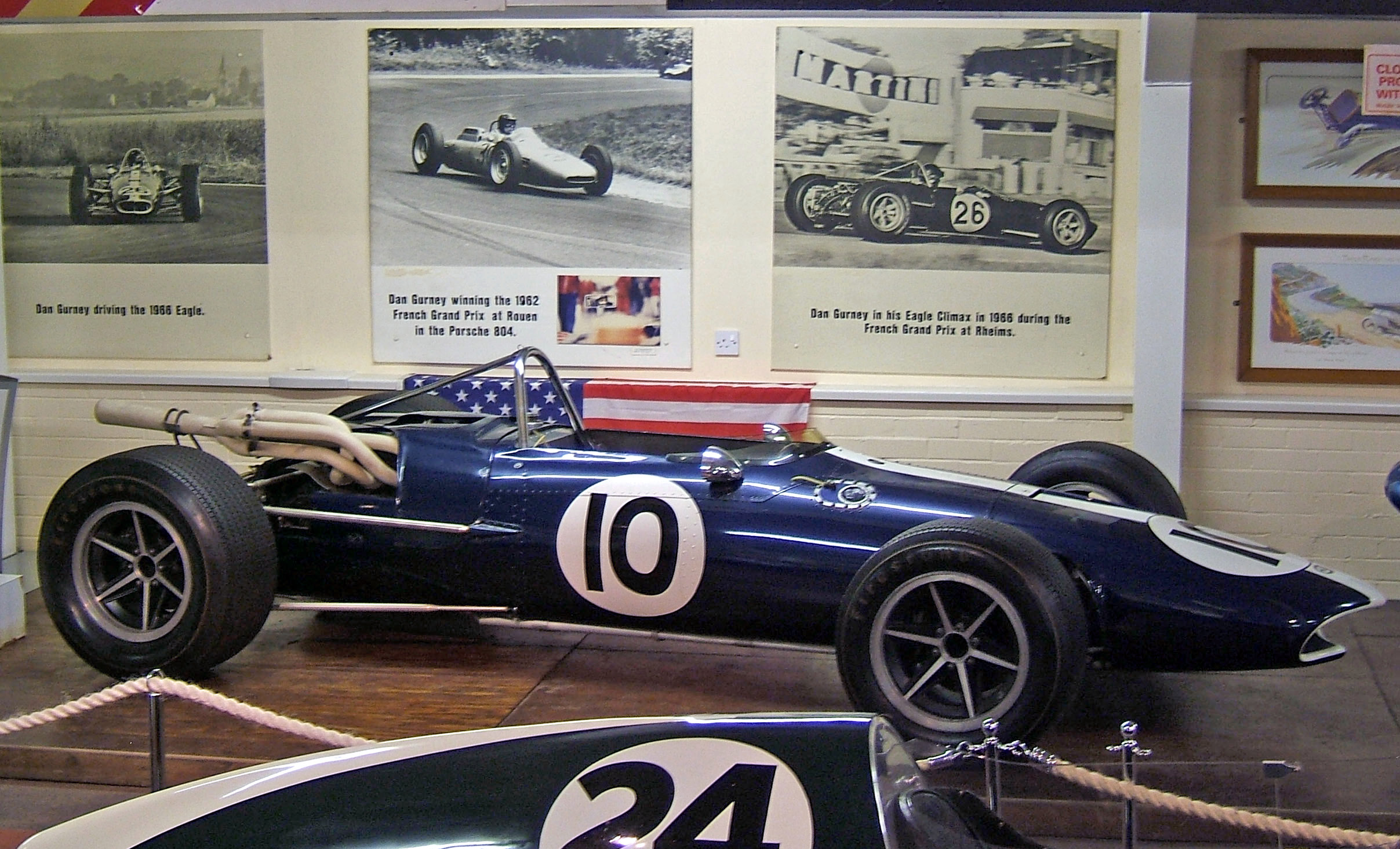
Eagle Mk1. Toto auto je raný, čtyřválcový Climax s motorem T1F, později nahrazený vozy T12G s motorem V12

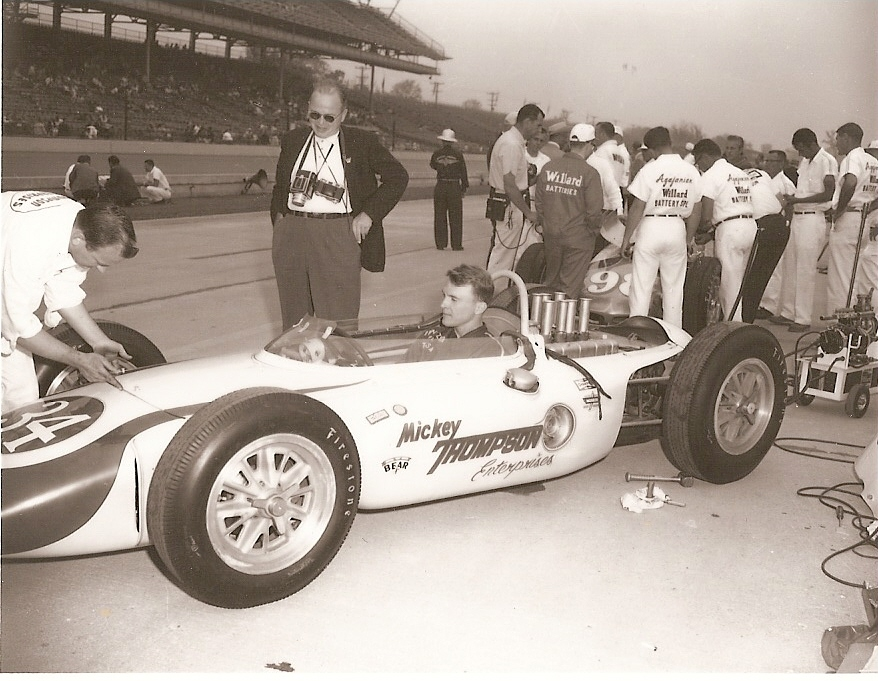
Gurney v roce 1962 během závodu Indy 500 car. Na jeho vozu pracoval designér John Crosthwaite

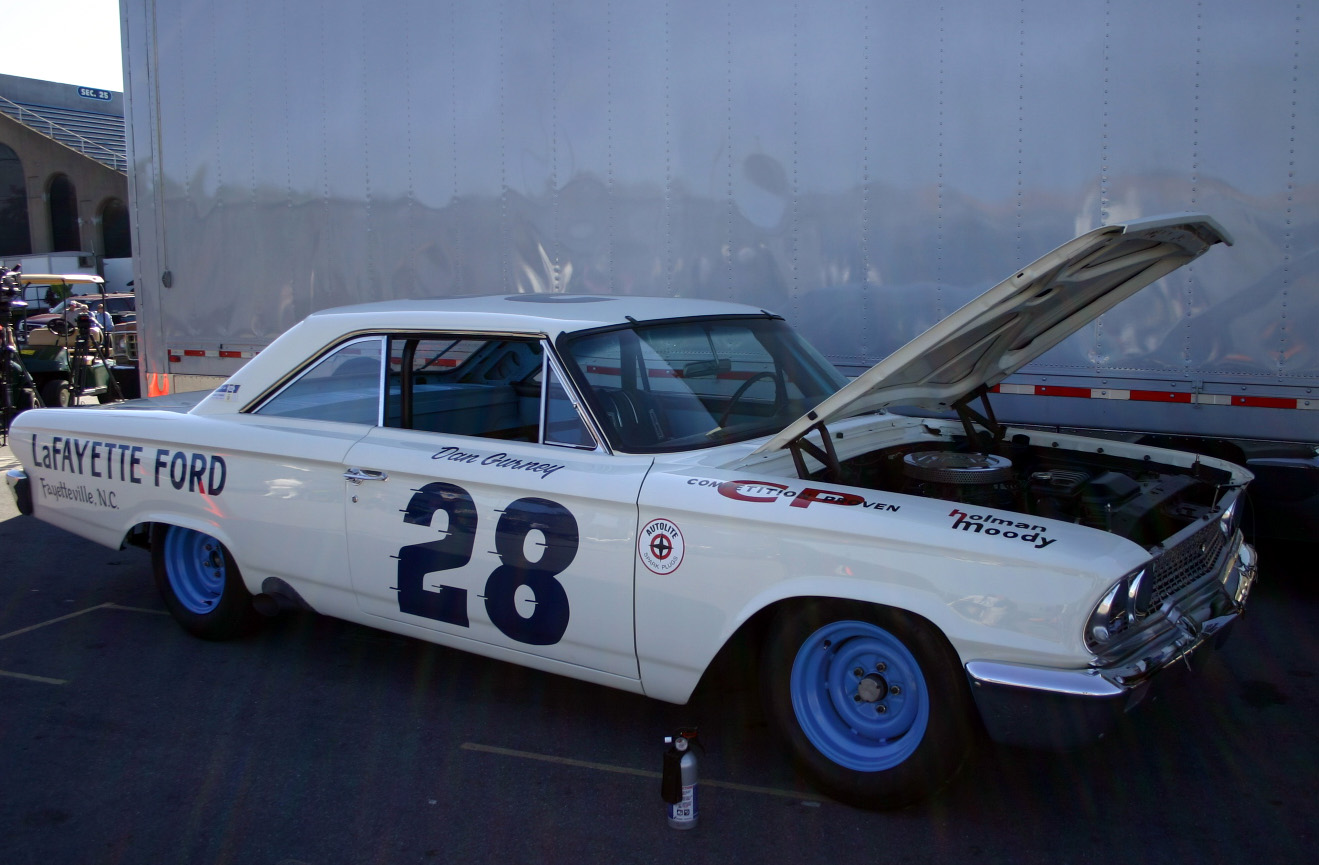
NASCAR

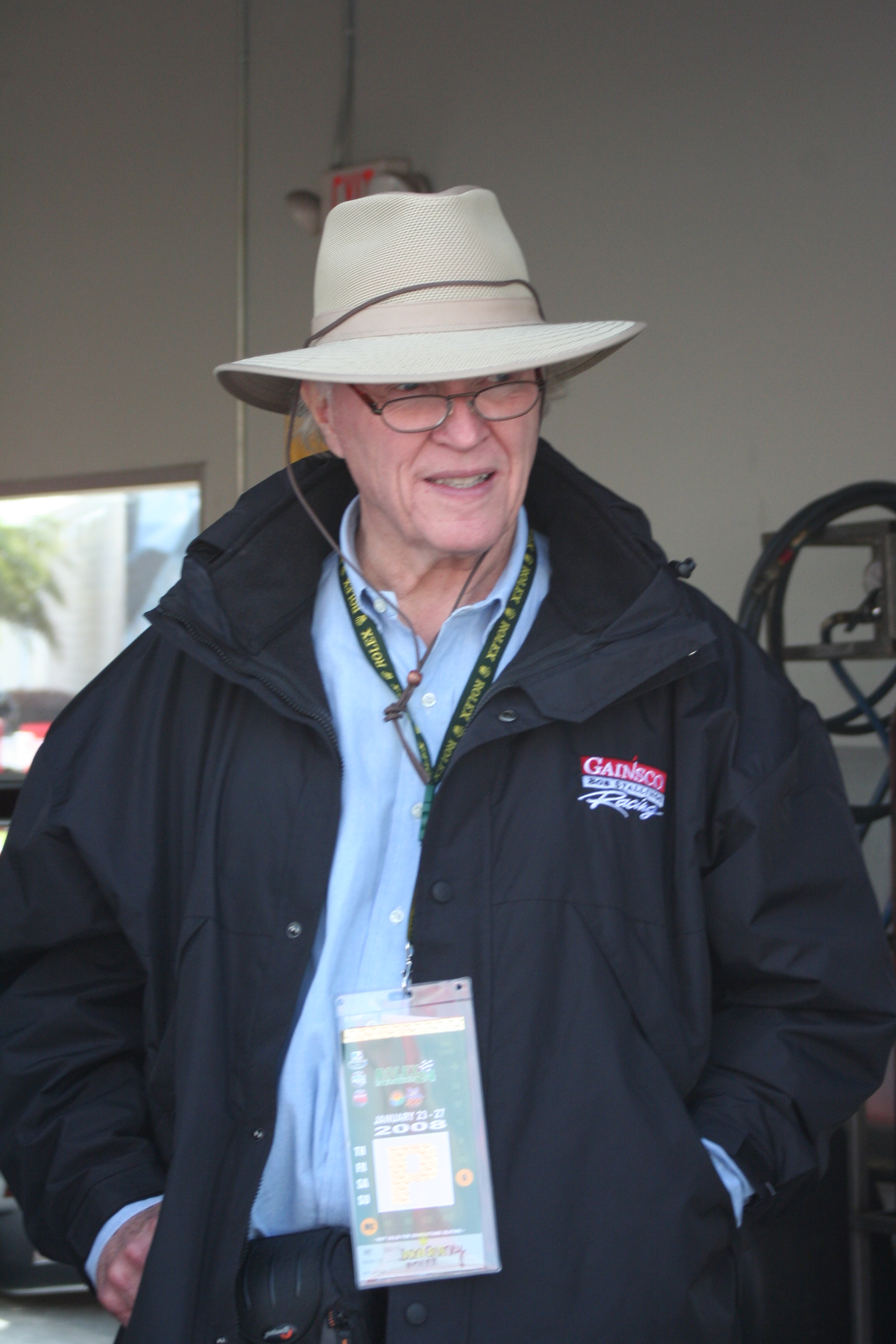
Gurney během závodu Rolex 24 Hours of Daytona, 2008

Daniel Sexton Gurney (13. dubna 1931 New York – 14. ledna 2018 Newport Beach, Kalifornie) byl americký závodní jezdec, konstruktér závodních vozů a majitel týmu, který od roku 1958 dosáhl nejvyšších úrovní závodění.
Gurney vyhrál závody ve Formuli 1, IndyCar, NASCAR, Can-Am a Trans-Am Series. Gurney je prvním ze tří jezdců, kteří vyhráli závody ve Sports Cars (1958), Formule 1 (1962), NASCAR (1963) a IndyCar (1967), další dva byli Mario Andretti a Juan Pablo Montoya.
V roce 1967, poté, co Gurney vyhrál 24 hodin Le Mans společně s A. J. Foytem, při oslavách na stupních vítězů spontánně stříkal šampaňské, což se poté stalo zvykem na mnoha událostech v motoristickém sportu. Jako majitel All American Racers jako první nasadil na pravou zadní hranu zadního křídla jednoduché pravoúhlé prodloužení. Toto zařízení, nazývané Gurneyova klapka, zvyšuje přítlak a pokud je dobře navrženo, ukládá pouze relativně malé zvýšení aerodynamického odporu. Na Velké ceně Německa 1968 se stal prvním jezdcem, který při závodech Grand Prix používal celoobličejovou helmu.

## Raný život
Dan Gurney se narodil Jacku Gurneymu a Rome Sexton. Jeho otec John R. „Jack“ Gurney byl absolventem Harvard Bussines Schooll s magisterským titulem. Danovi tři strýcové byli inženýři z MIT. Jeho dědeček byl F. W. Gurney, který byl zodpovědný za vynález Gurneyho kuličkového ložiska. Měl jednu sestru, Celisssu. U Jacka se projevil krásný hlas poté, co absolvoval hlasové lekce v Paříži, a změnil svou profesní dráhu, aby se stal vedoucím basso u Metropolitní opery v New Yorku, nakonec odešel do důchodu v roce 1947. Jack přestěhoval svou rodinu do Riverside v Kalifornii, když byl Dan teenager a právě dokončil střední školu Manhasset. Mladý Dan se rychle uchytil v kalifornské kultuře Hot rodů. V 19 letech sestrojil a závodil s autem, které jelo v Bonneville Salt Flats rychlostí 222 kilometrů za hodinu. Později studoval na Menlo Junior College. Poté se stal amatérským drag racerem a závodníkem. Během korejské války sloužil dva roky v armádě Spojených států jako mechanik dělostřelectva.

## Kariéra ve Formuli 1
Gurneyho první větší zlom nastal na podzim roku 1957, kdy byl pozván, aby otestoval Arciero Special Franka Arciera. Poháněl jej 4,2litrový přepracovaný motor Maserati s podvozkem Ferrari a karoserií Sports Car Engineering Mistral. Toto špatně ovladatelné auto byl velmi rychlé, ale i špičkoví řidiči jako Carroll Shelby a Ken Miles to zvládli jen s obtížemi. V úvodní Grand Prix USA 1960 skončil druhý (za Shelbym) a porazil etablované hvězdy jako Masten Gregory, Walt Hansgen a Phil Hill. To upoutalo pozornost známého severoamerického dovozce Ferrari Luigi Chinettiho, který v roce 1958 zařídil tovární jízdu pro mladého jezdce v Le Mans. Gurney, který se spojil s kolegou z Kalifornie Brucem Kesslerem se vypracoval s vozem celkově až na páté místo a předal jej Kesslerovi. Tento výkon a další mu vynesly testovací jízdu v závodním Ferrari a jeho kariéra Formule 1 začala u týmu v roce 1959. V pouhých čtyřech závodech prvního roku získal dvě umístění na stupních vítězů, ale přísný styl řízení týmu mu nevyhovoval. V roce 1960 měl za volantem továrně připraveného BRM šest nedokončení v sedmi závodech. Na Velké ceně Nizozemska, v Zandvoortu, způsobil výpadek brzdového systému na BRM nejzávažnější nehodu své kariéry, zlomil si ruku, zabil mladého diváka a vzbudil v něm dlouhodobou nedůvěru k technikům. Nehoda také způsobila, že změnil svůj styl jízdy, který se později vyplatil: jeho snaha používat brzdy šetrněji než jeho soupeři znamenala, že vydržely déle, zejména ve vytrvalostních závodech. O Gurneyovi bylo známo, že těsně před tvrdým zabrzděním uklidňoval brzdový pedál - což je zvyk, který sám žertem označoval jako „školu brzdění“.
Gurney byl známý zejména výjimečně plynulým stylem jízdy. Vzácně, jako když jeho auto zaostávalo s menšími mechanickými problémy a cítil, že nemá co ztratit, opustil svou klasickou techniku a přijal agresivnější (a riskantnější) styl. Tato okolnost způsobila to, co mnozí pozorovatelé považují za nejlepší jízdní výkon své kariéry, když mu propíchnutá pneumatika v polovině závodu 1967 Rex Mays 300 Indycar v Riverside v Kalifornii dala téměř dvě kola. Vyvinul neuvěřitelné úsilí, vyrovnal deficit a vyhrál závod s dramatickým průjezdem druhého kola Bobbyho Unsera v posledním kole.
Poté, co v roce 1961 vstoupily v platnost změny pravidel, se Gurney spojil s Jo Bonnierem pro první celou sezónu továrního týmu Porsche a získal tři druhá místa. V roce 1961 se velmi přiblížil prvnímu vítězství ve francouzském Remeš, ale jeho neochota blokovat pilota Ferrari Giancarla Baghettiho (tah, který Gurney považoval za nebezpečný a nesportovní), umožnil Baghettimu projít kolem cíle na vítězství. Poté, co Porsche v roce 1962 představilo lepší vůz s 8válcovým motorem, prorazil Gurney při Velké ceně Francie v Rouen-Les-Essarts svým prvním vítězstvím na mistrovství světa-jediné vítězství GP pro Porsche jako konstruktéra F1. O týden později zopakoval úspěch v nemistrovstvském závodě před domácím publikem Porsche na stuttgartském závodě Solitude Racetrack. Vzhledem k vysokým nákladům na závodění v F1 nepokračovalo Porsche po sezóně 1962. Během doby strávené u Porsche se Gurney seznámil s manažerkou pro styk s veřejností Evi Butz.
Gurney byl prvním jezdcem najatým Jackem Brabhamem, který s ním řídil Brabham Racing Organization. Brabham zaznamenal první vítězství svého vozu v závodě Solitude 1963, ale Gurney získal první vítězství týmu v mistrovském závodě v roce 1964 v Rouenu. Celkově získal dvě vítězství (v roce 1964) a deset pódií (včetně pěti po sobě jdoucích v roce 1965) pro Brabham, než odešel a založil vlastní tým. Vítězstvím v Eagle-Weslake na Velké ceně Belgie v roce 1967 získal Gurney vyznamenání jako jediný jezdec v historii, který zaznamenal první vítězství ve Velké ceně u tří různých výrobců: Porsche, Brabham a Anglo-American Racers.
Kvůli jeho popularitě časopis Car and Driver propagoval myšlenku, že Gurney kandidoval na prezidenta USA v roce 1964. Od tohoto úsilí bylo upuštěno, až když se „zjistilo“, že je příliš mladý na to, aby se kvalifikoval jako kandidát. Kampaň byla pravidelně vzkříšena (obvykle každé čtyři roky) jeho přáteli a fanoušky.
Gurney vyvinul nový druh motocyklu s názvem „Alligator“, který se vyznačoval extrémně nízkou polohou sedadla. Zatímco Gurney nedosáhl svého cíle získat licenci na výrobu a prodej od významného výrobce motocyklů, počáteční výrobní cyklus 36 motocyklů Alligator se rychle vyprodal a nyní jsou cennými sběratelskými předměty.
Gurneyho vysoká výška, neobvyklá pro závodního jezdce, způsobovala během jeho kariéry neustálé problémy. Během 1,5litrové éry Formule 1 Gurneyho hlava a ramena ve srovnání s jeho kratšími konkurenty přesahovaly daleko do větrného proudu, což mu v malých, podmotorových autech dávalo aerodynamickou nevýhodu. Vysoký téměř 6 stop a 4 palce (1,93 m) se Gurney snažil zapadnout do těsného kokpitu Fordu GT40, takže výrobní inženýr Phil Remington nainstaloval přes sedadlo řidiče střešní bublinu, aby poskytl prostor pro Gurneyho helmu - později známá jako „Gurneyova bublina“. Naštěstí se italský stavitel vozů, který sestrojil karoserii kupé Cobra Daytona GT oceněného ve třídě Le Mans v roce 1964, řízené Gurneym a Bobem Bondurantem, omylem udělal z kokpitu „skleník“ o dva palce vyšší - jediná věc, která dovolila Gurneymu, aby se pohodlně vešel do auta.

### Výrobce
V roce 1962 začali Gurney a Carroll Shelby snít o stavbě amerického závodního vozu, který by konkuroval nejlepším evropským značkám. Shelby přesvědčil Goodyear, který chtěl v té době ukončit Firestoneovu nadvládu nad americkými závody, aby tým sponzoroval. Prezident Goodyearu Victor Holt navrhl název „All American Racers“ a tým byl založen v roce 1965. Gurneyovi se jméno zpočátku nelíbilo, protože se obával, že to zní poněkud jingoisticky, ale cítil se nucen souhlasit s návrhem svého dobrodince.
Jejich počátečním zaměřením byl Indianapolis a boj s Firestone. Protože Gurneyho první láskou byly silniční závody, zejména v Evropě, chtěl vyhrát mistrovství světa formule 1 s Grand Prix USA „Eagle“. Vůz byl často charakterizován jako primárně britská snaha; v pozdějších rozhovorech bylo Gurneyovi jasné, že auto navrhli a vyrobili členové posádky se sídlem v závodě All American Racers v jižní Kalifornii. Ve spolupráci s britským výrobcem motorů Weslake se úsilí Formule 1 nazývalo „Anglo American Racers“. " Motor Weslake V12 nebyl připraven na sezónu Grand Prix 1966, takže tým použil zastaralé čtyřválcové 2,7litrové motory Coventry-Climax pro své první vystoupení ve druhém závodě roku v Belgii. Jednalo se o závod náhlého přívalového lijáku zachyceného v celovečerním filmu Velká cena. Přestože Gurney dokončil závod na sedmém místě, byl nezařazen. Gurney získal o tři týdny později první mistrovské body týmu tím, že skončil pátý ve Velké ceně Francie v Remeši.
V příští sezóně se týmu nepodařilo dokončit žádný z prvních tří závodů, ale 18. června 1967 Gurney získal historické vítězství ve Velké ceně Belgie. Začínaje v polovině první řady, Gurney zpočátku následoval Lotus Jima Clarka a BRM Jackie Stewarta. Na konci prvního kola nechal Gurney hluboko v poli tlumený start. Během závodu trpěl Gurneyho Weslake V-12 vysokorychlostním selháním, ale mohl pokračovat v závodění. Jim Clark narazil na problémy ve 12. kole, které ho srazily na devátou pozici. Poté, co se Gurney posunul na druhé místo, zajel nejrychlejší kolo závodu v 19. kole. O dvě kola později se spolu se svým Eaglem ujali vedení a přijeli domů s náskokem jedné minuty před Stewartem.
Toto vítězství přišlo pouhý týden po jeho překvapivém vítězství s A.J. Foytem ve 24 hodinách Le Mans, kde Gurney spontánně zahájil dnes již známou vítěznou tradici stříkání šampaňského z pódia na oslavu nečekané výhry proti Ferrari a dalším týmům s Ford GT40. Gurney později řekl, že s velkým uspokojením prokázal, že se kritici (včetně některých členů týmu Ford) mýlili, kteří předpovídali, že dva velcí řidiči, normálně chválení soupeři, rozbijí své auto ve snaze ukázat se navzájem.
Vítězství v Belgii bylo pro AAR bohužel vrcholem, protože problémy s motorem stále trápily. Navzdory zastaralému nástroji motoru používanému v továrně Weslake (pocházející z první světové války), selhání zřídka pramenilo z konstrukce samotného motoru, ale častěji z nespolehlivých periferních systémů, jako jsou palivová čerpadla, vstřikování paliva a systém dodávky oleje. Vedl Velkou cenu Německa v roce 1967 na Nürburgringu, když hnací hřídel selhal dvě kola od konce s náskokem 42 sekund v ruce. Po třetím místě v Kanadě toho roku by auto dokončilo jen jeden závod. Do konce sezóny 1968 řídil Gurney McLaren-Ford. Jeho posledním závodem ve Formuli 1 byla Velká cena Velké Británie v roce 1970.

### Odkaz
Mezi americkými piloty Formule 1 je jeho 86 startů Grand Prix na třetím místě a jeho celkem čtyři vítězství v Grand Prix je na druhém místě za Mariem Andrettim. Asi největší poctu Gurneyho řidičským schopnostem však vzdal otec skotského mistra světa Jima Clarka. Starší Clark vzal Gurneyho stranou na pohřbu svého syna v roce 1968 a svěřil se, že je jediným řidičem, kterého se Clark na trati kdy bál. (Horton, 1999).
Reunion Monterey Motorsports 2010 (dříve Monterey Historic Automobile Races) se konal na počest Gurneyho.
Akademická práce z roku 2016 informovala o studii matematického modelování, která hodnotila relativní vliv řidiče a stroje. Gurney byl zařazen na 14. nejlepšího pilota Formule 1 všech dob.

## American Championship Car
Zatímco Gurney soutěžil ve Formuli 1, každoročně také závodil v Indianapolis 500 v letech 1962 až 1970. Gurney debutoval v Indy za volantem vozu s kosmickým rámem a zadním motorem, který navrhl John Crosthwaite a vyrobil americký hot-rodder Mickey Thompson. Navzdory motoru, který selhal, Gurney běžel pohodlně v první desítce, dokud v 92. kole neselhalo těsnění převodovky. Poslední tři roky skončil na 2., 2. a 3. místě. V roce 1969 nezávodil ve Formuli 1, místo toho závodil v sérii USAC Championship Car a také v CanAm. Odstartoval v celkem 28 závodech Champ Car, mezi svými 18 nejlepšími desítkami vyhrál 7krát. V roce 1969 skončil na 4. místě v celkovém počtu bodů, přestože odstartoval pouze polovinu závodů většiny špičkových jezdců (a byl by skončil druhý v pořadí sezony za mistrem Mario Andretti, nebýt selhání hnací hřídele, zatímco pohodlně vedl se zbývajícími třemi koly v sezóně finále na Riverside). V roce 1968 skončil na 7. místě s pouhými 5 starty.

## Kariéra NASCAR / SCCA Trans-Am
Gurneyho první start v NASCAR začal v roce 1962. V roce 1963 jel s Holmanem-Moodym Fordem na páté místo v Daytoně 500. Gurney byl téměř nepřekonatelný v automobilu NASCAR Grand National na Riverside International Raceway v Kalifornii. Čtyři z jeho pěti vítězství přišli se slavnými Wood Brothers, v letech 1964, 1965, 1966 a 1968, v autech jich bylo všech 121 (jednoduchý grafický doplněk k tradiční „21“ týmu). Sériový úspěch kombinace Gurney/Wood Brothers neseděl úředníkům NASCAR, takže v roce 1967 Gurney podepsal řízení Merkuru pro Billa Stroppeho a legendárního velitele posádky NASCAR Buda Moora. Nicméně, 1967 Motor Trend 500 vyhrál Gurneyho týmový kolega Parnelli Jones poté, co Gurney odešel s problémy s motorem. On také vyhrál pole position pro 1970 Riverside závod v Plymouth Superbird. Gurney je připočítán s řadou vystoupení v NASCAR Grand American Stockcars, divizi automobilových poníků, která existovala v letech 1968 až 1971, ale tyto výsledky přišly v závodech společně schválených s SCCA Trans-Am, kde Dan pravidelně soutěžil o Mercury a později Plymouth.
Zhruba v době, kdy Gurney začal příležitostně vystupovat v sériových automobilech ve Spojených státech, vzal Dan Chevrolet Impala do Anglie a přihlásil se do několika závodů „sedanových vozů“ (sedan). V závodě v Silverstone v roce 1962 bránil místní řidiče Jaguaru šikovně, dokud se nerozbilo kolo. Když se o tři měsíce později vrátil se stejným autem na závod, techničtí inspektoři místního klubu jeho vstup zakázali.
Gurney a jeho chráněnec Swede Savage řídili továrně sponzorované AAR postavené v Plymouthu Barracudas v sérii Trans-Am 1970. Omezení v Chrysleru přinutilo Gurneye omezit snahu jednoho auta uprostřed sezóny na Savage. Ve své labutí písni jako řidič se v říjnu 1970 Gurney vrátil do finále sezóny na své milované Riverside a skončil pátý.
V roce 1980 Gurney vyšel z 10letého důchodu, aby pomohl starému příteli Lesu Richterovi, prezidentovi Riverside. (Gurneyovo přijetí čísla, které se nejvíce přiblížilo jeho kariéře, 48 let, bylo kývnutí na Richterovo číslo NFL.) Gurney souhlasil, že jako jeden ze spoljezdců nováčka roku Dale Earnhardta bude řídit druhý Rod Osterlund Chevrolet na jeden závod NASCAR. Pro větší publicitu a údajně jako podmínku umožnění Gurneymu řídit závod po 10letém propouštění Richter trval na tom, aby se Gurney zúčastnil závodní školy vedené bývalým spoluhráčem a přítelem Bobem Bondurantem (Gurney a Bondurant sdíleli třídu GT- vítězství kupé Cobra Daytona v Le Mans v roce 1964). Po Gurneyově obnovovacím zasedání Richter zavolal Bondurantovi a zeptal se, jak si Gurney vedl. „Nepotřeboval osvěžovač,“ řekl Bondurant údajně Richterovi. „Tehdy byl rychlejší než já a stále je.“ Prodej vstupenek prudce vzrostl po oznámení Gurneyho návratu. V Chevy MonteCarlo natřeném bílou modrou barvou a nesl své slavné číslo 48, se Gurney kvalifikoval jako sedmý a snadno se držel s vedoucími vozy. Ukázal svůj obvyklý styl a vyhoupl se na druhé místo a běžel třetí, dokud nepovolila vstupní hřídel v převodovce, něco co Dan později řekl, že nikdy předtím ani potom neviděl.

## S Shelby-American Racing
Gurneyho naverboval Carroll Shelby, který nasazoval výzvu Fordů k dominanci Ferrari ve třídě FIA 2+ litrů GT v mistrovství světa značek pro sezónu 1964. Shelby vyvinula Shelby Daytona Coupe, derivát AC Cobra, který soutěžil v předchozím roce, s karoserií kupé s nižším odporem. Tým Gurneyho a Boba Bonduranta dovedl Shelby Coupe k vítězství ve třídě GT, celkově čtvrté, v závodě 24 hodin Le Mans 1964 a Gurney ho odvezl k dalšímu vítězství ve třídě, celkově třetí v závodě RAC Tourist Trophy. Když byla událost zrušena, Fordovy naděje na lemování Ferrari o titul výrobců na 1000 km finále sezóny Monza byly zmařeny. V roce 1965 získaly týmy Ford titul Výrobců pro třídu GT, ačkoli Gurney byl pro Le Mans pouze se Shelby a nedokončil.
Gurney se připojil k Shelby-americké kampani ve třídě Sports Prototype pro rok 1966, která postavila nový 7litrový GT40 Mk II. Gurneyho nejlepším výsledkem v tomto roce bylo druhé místo, které se spojilo s Jerry Grantem v Mk II na 24 hodin Daytony. Mezi úspěchem s novým Mk II a staršími GT40 zajistil Ford Mistrovství světa značek sportovních vozů, které bylo zpečetěno výrazným finišem 1-2-3 na 24 hodin Le Mans.
Gurney zůstal u Shelby-American kvůli kampani World Sportscar Championship z roku 1967. Věci nešly hladce ve vývoji dalšího Fordova vstupu do prototypu. Po problémech zdůrazněných smrtelnou nehodou Kena Milese při testování Mark III „J Car“ byla navržena další iterace, ale ta by nebyla postavena včas pro otvírák sezóny na 24 hodin Daytony. Po tristním představení v Daytoně s Mk II, Shelby představil Mk IV ve 12 hodinách Sebringu s jasným vítězstvím. Po této demonstraci se Mk IV konaly v rámci přípravy na Le Mans, přičemž Fordova naděje na opakovaný šampionát spočívala na GT40s a Mirage odvozených od GT40, které propagovaly jiné týmy v intervenujících závodech. Kontroverzní rozhodnutí zadržet body z vítězství Mirage na závodě Spa 1000 km z kreditu Fordovy sezony prakticky zabilo naděje na opakované mistrovství a dalo Le Mans pro Ford aspekt vše nebo nic. Byli přihlášeni čtyři Mk IV, dva s Shelby-American a dva s Holmanem a Moodym, Fordovým neoficiálním týmem NASCAR.

## Cannonball Run
V listopadu 1971 Gurney a spolujezdec Brock Yates vyhráli první soutěžní běh Cannonball Baker Sea-To-Shining-Sea Memorial Trophy Dash, široce známý jako Cannonball Run, neoficiální, neschválený automobilový závod z New Yorku do Redondo Beach, Kalifornie. Gurney a Yates ujeli za 35 hodin a 54 minut sériovým kupé Sunoco-blue Ferrari 365GTB/4 Daytona z roku 1971 o rychlosti 282 km/h. Při průměrné rychlosti 80 mph (130 km/h) přes 2,876 mil (4628 km) vzdálenost, spotřebovali 240 US gal (910 l) benzínu. Gurney a Yates nedostali žádnou cenu za vítězství; vítězné auto je však nyní součástí soukromé sbírky a má hodnotu několika milionů dolarů.

## Majitel týmu na plný úvazek
Po svém odchodu z formule 1 se Gurney na plný úvazek věnoval své roli výrobce automobilů a vlastníka týmu. Byl jediným vlastníkem, předsedou a generálním ředitelem All American Racers od roku 1970, dokud jeho syn Justin nepřevzal titul generálního ředitele na začátku roku 2011. Tým vyhrál 78 závodů (včetně Indianapolis 500, 12 hodin Sebringu a 24 hodin Daytony) a osm šampionátů, zatímco zákazníci závodních vozů Gurney's Eagle také vyhráli tři závody 500 Indianapolis a tři šampionáty.
V roce 1978 napsal Gurney otevřenou poznámku ostatním majitelům závodních vozů s tím, co je nyní známé jako „Bílá kniha“, ve které Gurney požadoval sérii ovládanou více vlastníky nebo „skutečnými účastníky“ než pod hlavičkou USAC. Po dlouhé debatě vznikl CART s Gurneym a dalšími majiteli jako Roger Penske, Pat Patrick a Bob Fletcher. CART zahájil svou první plnou soutěžní sezónu v březnu 1979, a tak začal první rozkol v závodech na otevřených kolech.
AAR odstoupil ze série CART v roce 1986, ale s Toyotou se těšil obrovskému úspěchu v sérii IMSA GTP, kde v letech 1992 a 1993 Toyota Eagles vyhrála 17 po sobě jdoucích závodů, mistrovství jezdců a výrobců zády k sobě[ujasnit] a vítězí ve vytrvalosti klasice v Daytoně a Sebringu.
Tým se vrátil do CART jako tovární tým Toyota v roce 1996, ale znovu odešel po sezóně 1999, kdy Goodyear odstoupil ze série a Toyota ukončila svůj vztah s týmem. V roce 2000 Dan propagoval auto Toyota Atlantic pro svého syna Alexe Gurneyho pod hlavičkou AAR.
V roce 1990 byl Gurney uveden do Mezinárodní motoristické sportovní síně slávy. Je také členem Síně slávy mezinárodní dostihové dráhy Sebring a síně slávy Stock Car Stock Car.
V roce 1991 byl uveden do Síně slávy Ameriky v motoristickém sportu.

## Smrt
Gurney zemřel na komplikace způsobené zápalem plic; bylo mu 86 let. Všichni američtí závodníci oznámili novinku na svém webu: „S posledním úsměvem na jeho pohledné tváři se Dan vydal dne 14. ledna 2018 těsně před polednem do neznáma. V nejhlubším smutku s vděčností v našich srdcích za lásku a radost dali jste nám během svého působení na této zemi, říkáme „Godspeed“.“
Gurneyho přežila jeho manželka Evi, šest dětí a 8 vnoučat. Podle jeho posledního přání byla jeho vzpomínková bohoslužba a pohřeb soukromé.